# Дитячі бібліотеки України
Дитячі бібліотеки України — мережа спеціалізованих бібліотек для дітей, що є складником бібліотечної системи України, сукупністю однорідних бібліотек, об’єднаних спільністю завдань, принципів діяльності, організаційних рішень та територією розташування. Спеціалізована бібліотека для дітей — інформаційний, культурно-освітній заклад, що має спеціалізований фонд документів конкретного читацького спрямування для обслуговування дошкільнят, читачів-учнів 1-9 класів та організаторів дитячого читання. Функціонування мережі спеціалізованих бібліотек для дітей затверджене Законом України «Про внесення змін до Закону України "Про бібліотеки і бібліотечну справу" від 21.05.2009 № 1388-VI». Дитячі бібліотеки України є державним гарантом захисту прав дітей на культурне і духовне життя та на вільний доступ до інформації відповідно до положень Конвенції ООН про права дитини 1989 р., ратифікованої Верховною Радою України у 1991 р. Вони надають дітям можливість безкоштовного залучення до досягнень національної і світової культури, проведення дозвілля, спілкування з ровесниками та дорослими цікавими людьми з урахуванням вікових, психологічних і соціальних особливостей дитини (Закон України «Про позашкільну освіту» — Розділ II. ст. 12 та Закон України «Про охорону дитинства» — Розділ IV. ст. 20).
Станом на 01.01.2010 р. в Україні функціонує 1200 спеціалізованих бібліотек для дітей системи Міністерства культури і туризму України, послугами яких щороку користуються близько 3 млн користувачів. В кожному обласному центрі діє обласна бібліотека для дітей як науково-дослідний, інформаційний, консультативний центр з питань культурного розвитку дітей; у містах Києві та Севастополі — центральні бібліотеки з такими ж функціями. У 13 великих містах працюють самостійні централізовані бібліотечні системи для дітей. У складі централізованих бібліотечних систем діють районні (міські) дитячі бібліотеки, дитячі бібліотеки-філії та дитячі відділи. Також дітей обслуговують понад 15000 сільських бібліотек. 
Головною бібліотекою країни є Державний заклад «Національна бібліотека України для дітей» — загальнодержавне книгосховище документів універсального характеру та повного репертуару національних творів друку для дітей, культурний центр державного значення, а також науково-методичний, науково-дослідний, координаційний центр для мережі бібліотек України для дітей. Метою діяльності Бібліотеки є сприяння реалізації прав громадян на знання, освіту, користування культурними досягненнями, інформацією, створення умов для залучення дітей до читання, формування й розвиток їхніх духовних та інформаційних потреб, наукове, інформаційне, методичне та організаційне забезпечення системи бібліотечного обслуговування дитячого населення України, вивчення проблем педагогіки, соціології і психології читання дітей.
У фондах дитячих бібліотек зосереджено близько 38 мільйонів примірників книг, періодичних видань, аудіовізуальних документів та електронних ресурсів. До числа найбільших книгозбірень належать Донецька (4 млн), Дніпропетровська (2,5 млн), Харківська (2 млн), Одеська (2,5 млн), Львівська (2 млн) обласні бібліотеки для дітей. Основу фонду дитячих бібліотек складає художня, науково-пізнавальна, довідково-енциклопедична та технічна література. Це дає можливість забезпечити найвибагливіші потреби та інтереси читачів: як ділові (навчання у школі), так і власні (самоосвіта).
До послуг читачів — розгалужений довідково-бібліографічний апарат, який активно переводиться в електронну форму. На сьогодні, крім Національної бібліотеки України для дітей, власні електронні каталоги ведуть Вінницька, Волинська, Дніпропетровська, Донецька[недоступне посилання з липня 2019], Житомирська, Закарпатська, Кіровоградська, Луганська, Львівська, Миколаївська, Одеська, Рівненська, Сумська, Харківська, Херсонська, Хмельницька, Черкаська, Чернівецька, Чернігівська обласні бібліотеки для дітей та Дніпропетровська, Київська, Львівська, Миколаївська, Севастопольська центральні міські бібліотеки для дітей. Важливе суспільне значення дитячих бібліотек сьогодення полягає у наданні допомоги читачам-дітям у розширенні й поглибленні знань, отриманих у школі. 
Кожна дитяча бібліотека України — це також своєрідний центр проведення дозвілля дітей. Майже при кожній дитячій бібліотеці діють лялькові театри та гуртки (драматичні, художнього читання, м’якої іграшки, художнього дизайну, декоративно-прикладного мистецтва, народного співу, технічної творчості та ін.) їхня діяльність спрямована насамперед на творчу самореалізацію особистості кожної дитини.